# كلوديا ميتشيل
كلوديا ميتشيل (بالإنجليزية: Claudia Mitchell)‏ هي جندية أمريكية، ولدت في 1980.